# 曾麗燕
曾麗燕（1953年2月20日—），中華民國政治人物，中國國民黨籍，前任高雄市議會議長，目前已連任四屆高雄市議員。2020年時任議長許崑源於任內自殺身亡，獲得國民黨提名參與議長補選，成功以35票擊敗民主進步黨籍候選人張勝富，是高雄市議會首位透過選舉產生的國民黨籍女性議長，亦是繼康裕成後第二位女性議長。

## 生平
曾麗燕丈夫為前立委、宏總建設負責人林宏宗，並曾擔任其丈夫之特助。曾麗燕與丈夫育有一女林芷妘，現已嫁至美國。
根據監察院公報，曾麗燕及其丈夫共持有高雄鹽埕區、鳳山區、三民區及台南市佳里區等地之土地，並於鹽埕區有一幢房子。

## 爭議

### 監察院認財產故意申報不實
曾麗燕被監察院指控2007年申報財產時，未申報她和丈夫前立委林宏宗共五筆債務達5億9,000多萬元，因而裁罰22萬元。曾麗燕不服，提起行政訴訟。
2011年，最高行政法院認定曾麗燕及丈夫林宏宗的五筆債務，近6億元，數額巨大，曾麗燕不可能不知情，應屬故意申報不實行為，裁罰於法有據，判曾麗燕敗訴確定。

### 出席婚宴失言
2014年6月，曾麗燕出席地方人士婚宴，上台致詞時說「新娘臉黑黑的」，打壞新娘當天結婚的心情，新娘因此憤而上網PO文表達不滿。事後，曾麗燕表示已向新娘的公公致歉，並解釋「新娘臉上黑黑的是指『黑甜』，以台語來說是讚美的意思」。

### 詐領助理費
2021年3月，曾麗燕被控詐領助理費。3月19日，曾麗燕以200萬元新台幣交保。2022年1月26日，高雄地檢署偵結。認定她自2010年出任合併後高雄市議員起，涉透過胞妹曾麗鴻辦理提領、保管及發放公費助理薪資，兩人多次利用遴聘公費助理機會，以虛報人頭助理名單或低薪高報助理薪資方式，向高雄市議會不實申領助理費，詐領金額高達新臺幣1,330多萬元。依《貪污治罪條例》對其提起公訴，起訴曾麗燕及胞妹等13人。曾麗燕表示深感遺憾，盡心為民服務，靜待司法判決。
2023年9月，高雄地院一審判決，以公務員利用職務詐取財物等罪判刑12年、褫奪公權6年，可上訴。
另外由高雄地方法院審立中同案被起訴的10名助理因自白犯罪，高雄地院於2022年9月以簡易判決先行結案，10名助理各被依偽造文書罪判刑3月至7月不等，均獲判緩刑，可上訴。
2025年8月，二審判處有期徒刑12年、褫奪公權6年，沒收不法所得新台幣1053萬6474元。

## 外部連結
- 曾麗燕的Facebook專頁
- 曾麗燕的Instagram帳戶
- 曾麗燕 - 高雄市議會全球網 （页面存档备份，存于）